# Dusona femoralis
Dusona femoralis är en stekelart som beskrevs av Gupta 1977. Dusona femoralis ingår i släktet Dusona och familjen brokparasitsteklar. Inga underarter finns listade i Catalogue of Life.